# Nueva narrativa gallega
En literatura gallega, la etiqueta nueva narrativa gallega, (en gallego, nova narrativa galega) designa a la producción de un grupo de narradores gallegos que publican desde finales de la década de 1950 y durante toda la de los 60 y 70, hasta 1980, año de la publicación de Hacia la Times Square, (en gallego, Cara Times Square), de Camilo Gonsar, según analiza Manuel Forcadela. Sin embargo, muchos otros expertos consideran que en realidad el movimiento ya se cierra en 1971, con la obra Adiós, María de Xohana Torres.
Suelen considerarse también integrantes suyos a Xosé Luís Méndez Ferrín, Gonzalo Rodríguez Mourullo, María Xosé Queizán y Xohán Casal, aunque algunos expertos añaden más autores. Carlos Casares, Xavier Alcalá y Lois Diéguez también contarán con una primera etapa creativa cuya estética y procedimientos encajarán en la Nueva Narrativa Gallega.

## Características
La prosa de la Nueva Narrativa Gallega supone una innovación en las formas narrativas, la introducción de modelos culturales extranjeros y la ruptura con la concepción tradicional de la novela. Incorporarán procedimientos técnicos y temáticos de autores como William Faulkner, Franz Kafka, James Joyce, Marcel Proust, John Dos Passos, del existencialismo francés de Jean-Paul Sartre o Albert Camus y, muy especialmente, del nouveau roman, movimiento del que toma título. "Nouveau roman" se traduce por nueva novela, esto es, una nueva narrativa.
Estará protagonizado por escritoras/es jóvenes con formación universitaria. Mantendrán un compromiso con la lengua natal, ejerciendo una práctica monolingüe en gallego. Se extenderá entre ellas/os una visión pesimista y desesperanzada de la vida, fruto de la influencia de la filosofía existencialista. Compartirán una experiencia generacional conjunta en torno a la llamada "Generación del 1957" (Millán Otero), "Generación de los 50" o "Generación de las Fiestas Minervales" (X.L. Méndez Ferrín) que pretenden superar los modelos establecidos por la Generación Nós y por individualidades como Cunqueiro o Blanco Amor. Para lograrlo, romperán con los procedimientos tradicionales de la prosa, como la linealidad del tiempo o el narrador omnisciente. En lugar de estas. optarán por voces narradores muy limitadas, que simplemente plasman lo que perciben, escondidas entre los personajes e incluso convirtiéndose en uno de ellos, por lo que será frecuente el uso de la primera persona, resultado de la influencia del objectivismo francés, así como frecuentes usos del multiperspectivismo y pluralidad de narradores. Se anula la cronología lineal para dar entrada a la cronología vital, en la que todos los planos temporales aparecen fundidos, recurrindo a analepsis, prolepsis, ucronía e incluso paralización temporal.
También se introducirán técnicas de otras artes, tales como el cine o la música, con una fuerte influencia de la estética beat, el jazz o el rock, vistas como novedosas por sus aires europeos y americanos, fenómeno del todo infrecuente en el ambiente de censura y aislamiento franquistas. De este modo, se introducen rasgos de una cierta "narración cinematográfica", ya desarrollada por autores extranjeros como los ya nombrados William Faulkner y John Dos Passos. En boca de uno de los integrantes del movimiento, había un "ansia de renovación absoluta del relato, de acuerdo con las nuevas técnicas de la ficción" (Méndez Ferrín 1984).
El desarrollo y estructura de los personajes se volverán cruciales durante el curso de la narración, por lo que se asentará con fuerza el uso del monólogo interior, llegando a plasmar pensamientos totalmente en bruto, sin elaboración previa o posterior, reflejando la figura de sus subconscientes, como discursos mentales no pronunciados. Estos personajes tenderán a sufrir dificultades para la comunicación con el exterior o con la sociedad, teniendo algunos de ellos rasgos antiheroicos, psicopáticos o patológicos, (locuras, paranoias, esquizofrenias...) con personalidades desequilibradas o traumatizadas, que muchas veces no logran distinguir entre sueño y realidad. Frecuentemente, serán objectualizados o inhumanizados, por lo que el lector tiene que explorar sus subsconscientes para descifrar las claves de su conducta. Se enfocarán como reflexiones sobre lo absurdo de la existencia, pues serán figuras incapaces de gobernarse a sí mismas ni a su propio destino, llegando a vivir la realidad como una auténtica pesadilla. Se concibe al ser humano como un objeto más, normalmente muy degradado.
Contrariamente a esta degradación de lo humano, lo inanimado toma gran relevancia, siendo muchas veces descrito con minuciosidad, que formará parte de entornos urbanos periféricos o espacios claustrofóbicos, sórdidos o enigmáticos, rechazando el ruralismo propio de la literatura gallega anterior. Este cambio de escenario viene acompañado de una huida del realismo directo, sin darse una localización espacial concreta que, aunque pueda tener conexión real, (v. gr. la Compostela de algunos relatos de O crepúsculo e as formigas de Ferrín), no existirán más allá de las mentes deformadas de los personajes.
La temática concordará con las visiones pesimistas propias del movimiento, siendo frecuentes asesinatos, suicidios, la soledad, el aislamiento, amores insatisfechos, etc. En general, violencia, pasiones, muerte y, muchas veces, sexo, siendo estas dos últimas ideas obsesivas en esta narrativa, que reflejan la tensión de las relaciones humanas y una sociedad alienante. Se enfocará todo esto desde una contestación a los argumentos lógicos y convencionales, llegando a darse en ocasiones una negación de la acción. Será frecuente el erotismo, incorporando la sexualidad como un componente más de la labor literaria.
La lenguaje utilizada renegará del engebrismo, buscando la universalidad de los textos escritos, por lo que se posicionará en torno a un gallego protonormativo.

## Historia de laNueva Narrativa
Los integrantes del movimiento nacerán en torno a la década de 1930, por lo que no sufriron directamente la Guerra Civil, pero sí sus consecuencias. Así, se criaron en el sistema franquista, que imponía una fuerte censura a las llamadas "lenguas regionales", como era el caso del gallego, y educaba a la población en un marco ideológico nacionalcatolicista que bloqueaba el acceso a muchas corrientes de pensamiento, como el marxismo. Sin embargo, esta última repercutirá en la generación, que adoptará una perspectiva marxista para la interpretación de la sociedad, que impulsará el realismo social.
Se considera que la corriente es iniciada por Gonzalo Rodríguez Mourullo con dos libros: Nace un árbol, (en galego Nasce unha árbore) (1954) y Memorias de Tains (1956). Después vendrán nombres como Xosé Luís Méndez Ferrín, Carlos Casares o María Xosé Queizán. Camilo Gonsar es también un autor salientable en esta nueva narrativa. En sus obras crea un mundo muy personal. Entre ellas, se destacan Lejos de nosotros y dentro (en galego Lonxe de nós e dentro) (1961), Como calquer outro día (1969) o Cara Times Square (1980). A pesar de la brevedad de su obra, también destaca Xohán Casal, que fallece en 1960, a los 24 años, con sus mejores relatos recogidos en el volumen publicado póstumamente: El camino de abajo (en galego O camiño de abaixo) (1970). María Xosé Queizán contribuirá al movimiento con La oreja en el agujero (en galego A orella no buraco) (1965), novela objectualista muy influenciada por el nouveau roman francés, aunque posteriormente tomaría otros caminos, abordando problemáticas sociales diversas como el sida, transexualidad, homosexualidad, etc. Los integrantes serán militantes activos del galeguismo cultural y político.
La estructura generalmente compleja y profunda de las obras del movimiento exige un tipo de lector competente y activo, (dificultades técnicas, temáticas...) Así, en las obras abundan reflexiones filosóficas, simbolismos, un fuerte influjo del marxismo, el conductismo, el existencialismo y la psicoanálisis. Este trazo explica, en parte, el escaso éxito comercial de la producción de la Nueva Narrativa Gallega.
Se produce un paulatino alejamiento de la experimentación formal hasta 1980, fecha en la que el movimienta ya fue superado.